# Jindřich Pruský (1726–1802)
Jindřich Pruský (německy Friedrich Heinrich Ludwig von Preußen; 18. ledna 1726 – 3. srpna 1802) byl pruský princ a mladší bratr Fridricha II. Velikého. Působil jako generál a státník, velitel pruských vojsk ve slezských válkách a sedmileté válce. V sedmileté válce neprohrál žádnou bitvu. V roce 1786 byl navržen jako kandidát na monarchu vznikajících Spojených států amerických.